# Marsha Kocábová
Marsha Kocábová, rozená Crew (* 26. května 1954, Wilmington) je vystudovaná tanečnice, textařka a cvičitelka pilates. Napsala několik knih.

## Biografie
Marsha Kocábová se narodila ve Wilmingtonu v Severní Karolíně, měla celkem 3 sourozence. Vystudovala tanec na University of North Carolina a moderní tanec na North Carolina School of the Arts. V roce 1981 se vydala do Evropy, našla práci v Berlíně, kde vystupovala jako tanečnice v cirkuse. V Mnichově se v roce 1981 seznámila s Michaelem Kocábem. Pak si vzala čas na rozmyšlenou a vrátila se do USA. V roce 1982 se přestěhovala za Michaelem Kocábem do komunistického Československa. Postupně se jim narodily 3 děti – Natálie (* 1984), Jessika (* 1986) a syn Michael (* 1997). V roce 2010 se s Michaelem Kocábem rozvedla kvůli mediálně propíranému vztahu s jeho mluvčí Lejlou Abbásovou. Poté odjela na rok s nejmladším synem do Ameriky, vrátila se zpět zejména kvůli dceři Natálii. Po rozchodu Michaela Kocába s Lejlou Abbásovou se přestěhovala zpět do jeho domu. Začala dělat cvičitelku pilates a psát knihy, věnuje se rodině.

## Knihy
- Ani tady, ani tam (2009) - o životě Američanky v komunistickém Československu[8]
- Jižanská kuchařka (2020)
- Řeka v Troji (2021)